# Медісон-Гайтс (Вірджинія)
Медісон-Гайтс (англ. Madison Heights) — переписна місцевість (CDP) в США, в окрузі Амгерст штату Вірджинія. Населення — 10 893 особи (2020).

## Географія
Медісон-Гайтс розташований за координатами 37°27′1″ пн. ш. 79°6′30″ зх. д. / 37.45028° пн. ш. 79.10833° зх. д. (37.450301, -79.108210).  За даними Бюро перепису населення США в 2010 році переписна місцевість мала площу 50,56 км², з яких 49,71 км² — суходіл та 0,84 км² — водойми.

## Демографія
Згідно з переписом 2010 року, у переписній місцевості мешкало 11 285 осіб у 4522 домогосподарствах у складі 3040 родин. Густота населення становила 223 особи/км².  Було 4840 помешкань (96/км²).
Расовий склад населення:
| - 73,7 % — білих - 21,7 % — чорних або афроамериканців - 0,9 % — корінних американців - 0,7 % — азіатів |

До двох чи більше рас належало 2,3 %. Частка іспаномовних становила 1,6 % від усіх жителів.
За віковим діапазоном населення розподілялося таким чином: 21,8 % — особи молодші 18 років, 61,0 % — особи у віці 18—64 років, 17,2 % — особи у віці 65 років та старші. Медіана віку мешканця становила 42,3 року. На 100 осіб жіночої статі у переписній місцевості припадало 90,8 чоловіків;  на 100 жінок у віці від 18 років та старших — 86,4 чоловіків також старших 18 років.
Середній дохід на одне домашнє господарство  становив 50 850 доларів США (медіана — 37 775), а середній дохід на одну сім'ю — 64 213 долари (медіана — 52 345). Медіана доходів становила 41 173 долари для чоловіків та 31 548 доларів для жінок. За межею бідності перебувало 15,4 % осіб, у тому числі 23,3 % дітей у віці до 18 років та 9,4 % осіб у віці 65 років та старших.
Цивільне працевлаштоване населення становило 4709 осіб. Основні галузі зайнятості: освіта, охорона здоров'я та соціальна допомога — 21,6 %, роздрібна торгівля — 17,6 %, виробництво — 16,2 %.